# Télécabine d'Oran
La télécabine d'Oran est une télécabine urbaine de la ville d'Oran, en Algérie. Elle relie le quartier Haï Ennasr au sommet du mont Murdjajo via le quartier Haï Es Sanaouber. Mise en service en 1988, la télécabine est à l'arrêt depuis 2013.

## Historique
Mise en service en 1988, la télécabine d'Oran a fait l'objet d'un acte de sabotage au milieu des années 1990, lors de la Guerre civile algérienne. Remise en service en 2007, elle est à nouveau mise à l'arrêt en 2013 du fait de la vétusté de ses équipements et des pannes répétitives. Sa réouverture est prévue pour le courant de l'année 2022,.

## Caractéristiques
Il s'agit d'une télécabine à pince débrayable. Composé de deux tronçons, la longueur totale du parcours est de 1 900 mètres. Le premier tronçon relie le quartier Haï Ennasr au quartier Haï Es Sanaouber (Les Planteurs) ; le second tronçon relie Haï Es Sanaouber au sommet du mont Murdjajo,.
| Numéro | Nom                         | Caractéristique    | Altitude |
| ------ | --------------------------- | ------------------ | -------- |
| 1      | Haï Ennasr                  | Gare motrice       | 100 m    |
| 2      | Haï Es Sanaouber            | Gare intermédiaire | 140 m    |
| 3      | Bel Horizon (mont Murdjajo) | Gare tension       | 420 m    |

L'installation dispose actuellement de 36 cabines détachables d'une capacité de six personnes desservant alternativement les deux stations terminales. Le débit moyen estimé est de 1 200 passagers par heure. 
La rénovation de la télécabine consiste au remplacement des cabines de six places par des cabines de huit places et au remplacement de nombreux pylônes.

## Exploitation
À sa réouverture, la télécabine d'Oran sera exploitée par l'Entreprise de transport algérien par câbles (ETAC), qui exploite et gère tous les téléphériques et télécabines d'Algérie.